# Capparis tomentosa
Capparis tomentosa là một loài thực vật có hoa trong họ Capparaceae. Loài này được Lam. mô tả khoa học đầu tiên năm 1785.